# Tchécoslovaquie aux Jeux olympiques d'hiver de 1924
La Tchécoslovaquie participe aux Jeux olympiques d'hiver de 1924 à Chamonix en France du 25 janvier au 5 février 1924. Il s'agit de la première édition des Jeux d'hiver et donc également de la première participation tchécoslovaque.
La délégation tchécoslovaque compte vingt-sept athlètes, uniquement des hommes, qui participent aux épreuves de combiné nordique, de hockey sur glace, de patinage artistique, de patrouille militaire, de saut à ski et de ski de fond. La Tchécoslovaquie fait partie des pays n'obtenant pas de médaille à l'issue de ces Jeux olympiques.

## Combiné nordique
| Athlète           | Compétition       | Saut à ski | Saut à ski | Saut à ski   | Saut à ski | Ski de fond     | Ski de fond | Ski de fond | Total  | Total |
| Athlète           | Compétition       | Distance 1 | Distance 2 | Total Points | Rang       | Temps           | Points      | Rang        | Points | Rang  |
| ----------------- | ----------------- | ---------- | ---------- | ------------ | ---------- | --------------- | ----------- | ----------- | ------ | ----- |
| Josef Adolf       | Individuel hommes | 32,5 m     | 34,5 m     | 12 916       | 18e        | 1 h 25 min 29 s | 14 625      | 5e          | 13.771 | 6e    |
| Josef Bím         | Individuel hommes | 33,0 m     | 36,0 m     | 13 416       | 15e        | 1 h 33 min 8 s  | 10 750      | 8e          | 12.083 | 13e   |
| Walter Buchberger | Individuel hommes | 40,5 m     | 39,5 m     | 16 250       | 9e         | 1 h 32 min 32 s | 11 000      | 7e          | 13.625 | 7e    |
| Otakar Německý    | Individuel hommes | DNF        | DNF        | DNF          | DNF        | DNF             | DNF         | DNF         | DNF    | -     |

## Hockey sur glace
| Poste           | Joueurs |
| --------------- | --- |
| Gardiens de but | Jaroslav Řezáč, Jaroslav Stránský |
| Défenseurs      | Vilém Loos, Otakar Vindyš |
| Attaquants      | Jan Fleischman, Miloslav Fleischman, Ludvík Hofta, Jaroslav Jirkovský, Jan Krásl, Josef Maleček, Jan Palouš, Jaroslav Pušbauer, Josef Šroubek |

| Clt   | Équipe          | PJ | V | VP | D | DP | BP | BC | Diff | Pts |
| ----- | --------------- | -- | - | -- | - | -- | -- | -- | ---- | --- |
| +001, | Canada          | 3  | 3 | 0  | 0 | 0  | 85 | 0  | +85  | 6   |
| +002, | Suède           | 3  | 2 | 0  | 1 | 0  | 18 | 25 | -7   | 4   |
| +003, | Tchécoslovaquie | 3  | 1 | 0  | 2 | 0  | 14 | 41 | -27  | 2   |
| +004, | Suisse          | 3  | 0 | 3  | 0 | 0  | 2  | 53 | -51  | 0   |

| 28 janvier 1924 | Canada | 30-0 (8-0, 14-0, 8-0) | Tchécoslovaquie | Stade olympique, Chamonix-Mont-Blanc |

| 31 janvier 1924 | Suède | 9-3 (5-1, 1-1, 3-1) | Tchécoslovaquie | Stade olympique, Chamonix-Mont-Blanc |

| 1er février 1924 | Tchécoslovaquie | 11-2 (4-0, 3-2, 4-0) | Suisse | Stade olympique, Chamonix-Mont-Blanc |

## Patrouille militaire
| Athlètes                                               | Compétition | 30 km         | Tir à 250 m | Total |
| ------------------------------------------------------ | ----------- | ------------- | ----------- | ----- |
| Josef Bím Karel Buchta Bohuslav Josífek Jan Mittlöhner | hommes      | 4 min 22 s 24 | 5           | 4e    |

## Saut à ski
| Athlète         | Compétition     | Saut 1   | Saut 1 | Saut 2   | Saut 2 | Total  | Total |
| Athlète         | Compétition     | Distance | Points | Distance | Points | Points | Rang  |
| --------------- | --------------- | -------- | ------ | -------- | ------ | ------ | ----- |
| Josef Bím       | Tremplin normal | -        | 2.667  | -        | 2.000  | 2.333  | 26e   |
| Karel Koldovský | Tremplin normal | 33,5 m   | 9.252  | 39,0 m   | 15.750 | 12.501 | 20e   |
| M. Prokopec     | Tremplin normal | DNS      | DNS    | DNS      | DNS    | DNS    | -     |
| Franz Wende     | Tremplin normal | 40,5 m   | 15.877 | 44,0 m   | 17.083 | 16.480 | 10e   |

## Ski de fond
| Athlète           | Compétition  | Temps             | Rang |
| ----------------- | ------------ | ----------------- | ---- |
| Antonín Gottstein | 18 km hommes | 1 h 34 min 54 s 0 | 18e  |
| František Hák     | 18 km hommes | 1 h 39 min 41 s 6 | 24e  |
| Štěpán Hevák      | 18 km hommes | 1 h 34 min 43 s 4 | 17e  |
| Václav Jón        | 18 km hommes | 1 h 37 min 20 s 8 | 23e  |
| Antonín Gottstein | 50 km hommes | 4 h 45 min 48 s   | 14e  |
| Štěpán Hevák      | 50 km hommes | 4 h 44 min 58 s   | 12e  |
| Josef Německý     | 50 km hommes | 5 h 5 min 6 s     | 17e  |